# Túi giấy

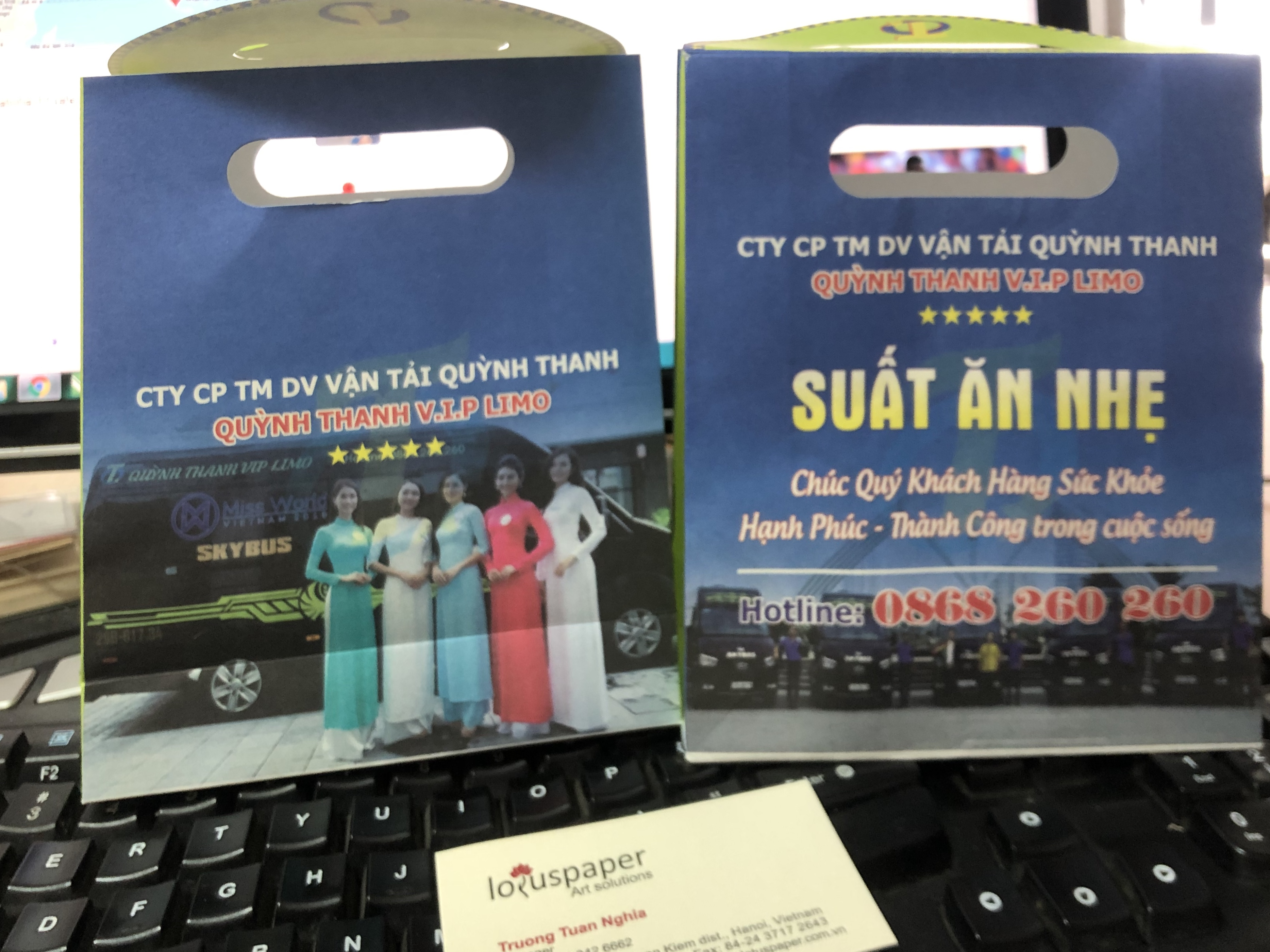
Túi giấy kraft

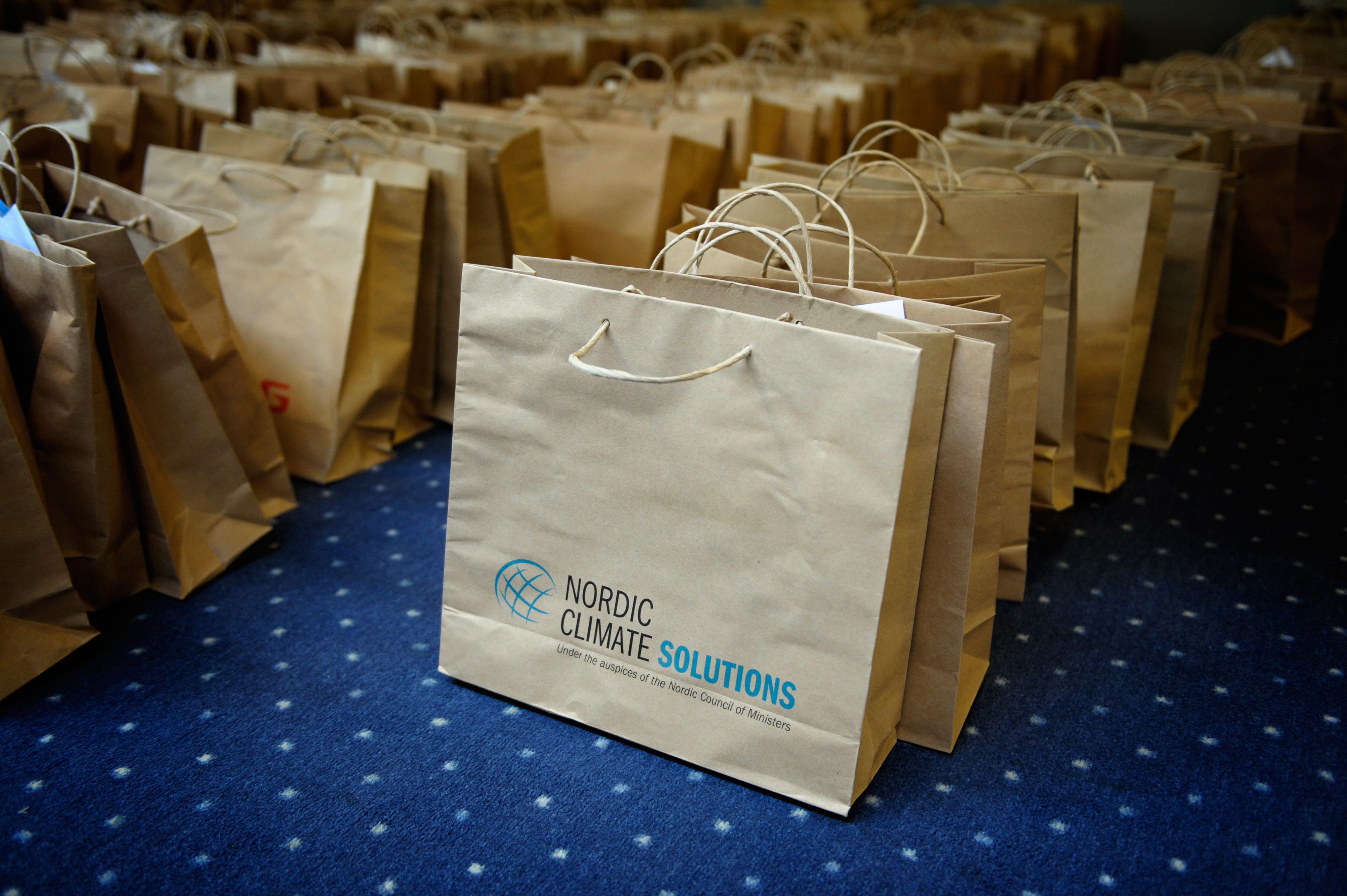
Túi giấy Kraft

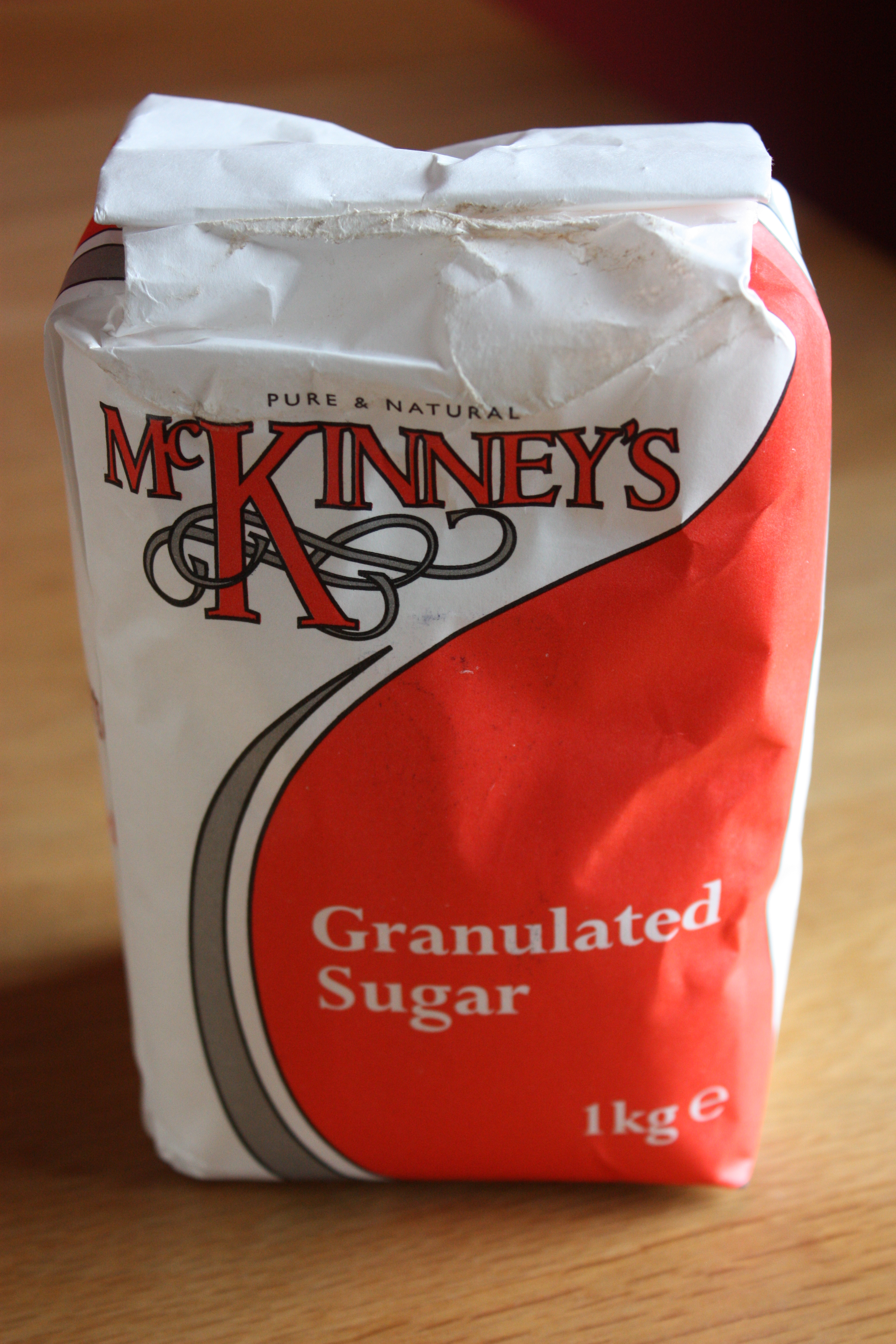
Túi giẩy đựng đường

Túi giấy là một loại túi được làm bằng giấy, thường là giấy kraft (là giấy hoặc bìa (bìa cứng) được sản xuất từ bột giấy hoặc tái chế, có độ đàn hồi cao và khả năng chống xé rách cao). Túi giấy thường được sử dụng làm túi mua sắm, bao bì sản phẩm, bao giấy.

## Bao giấy Multiwall

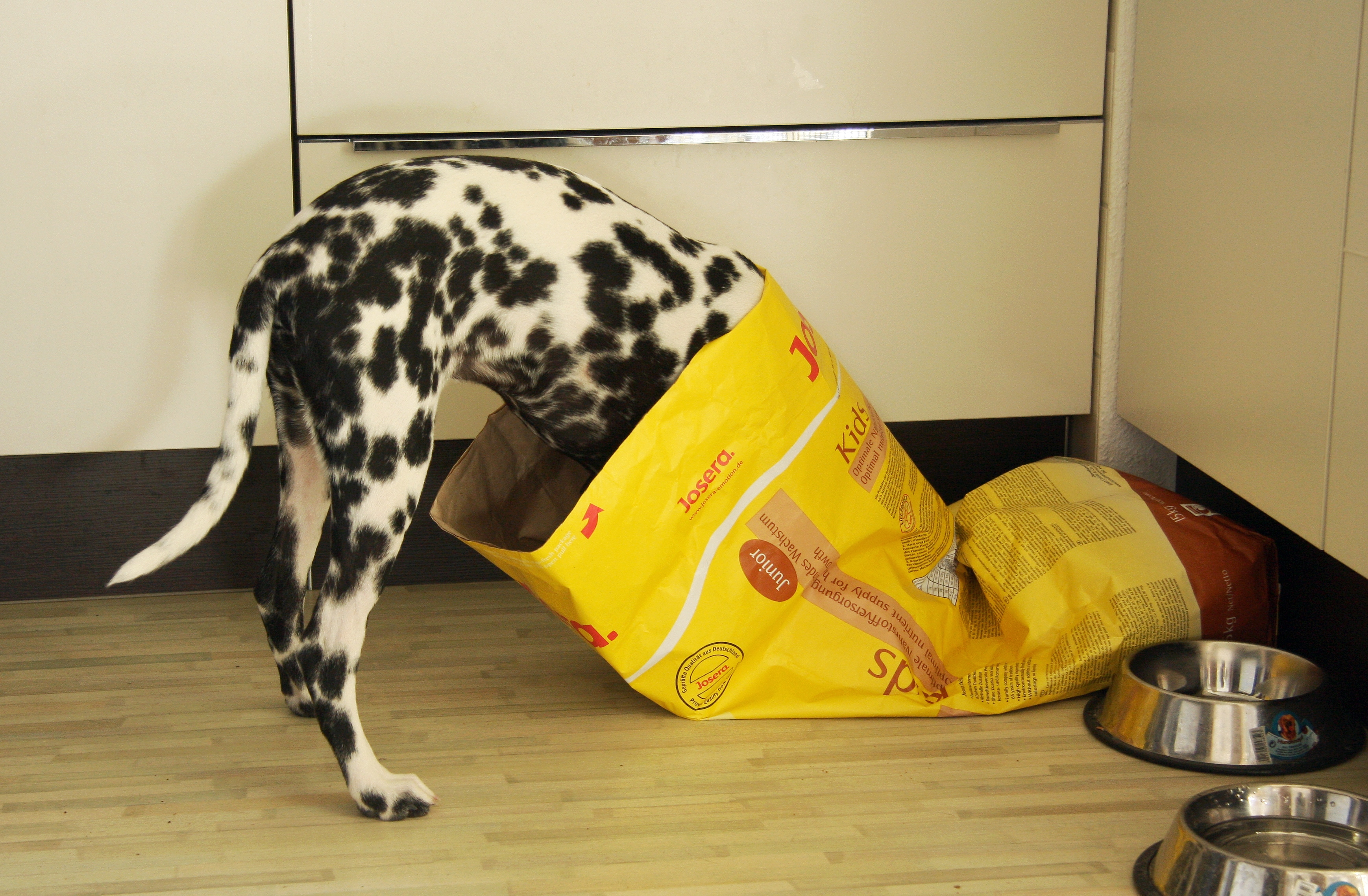
Một túi bao tải đựng thức ăn cho chó

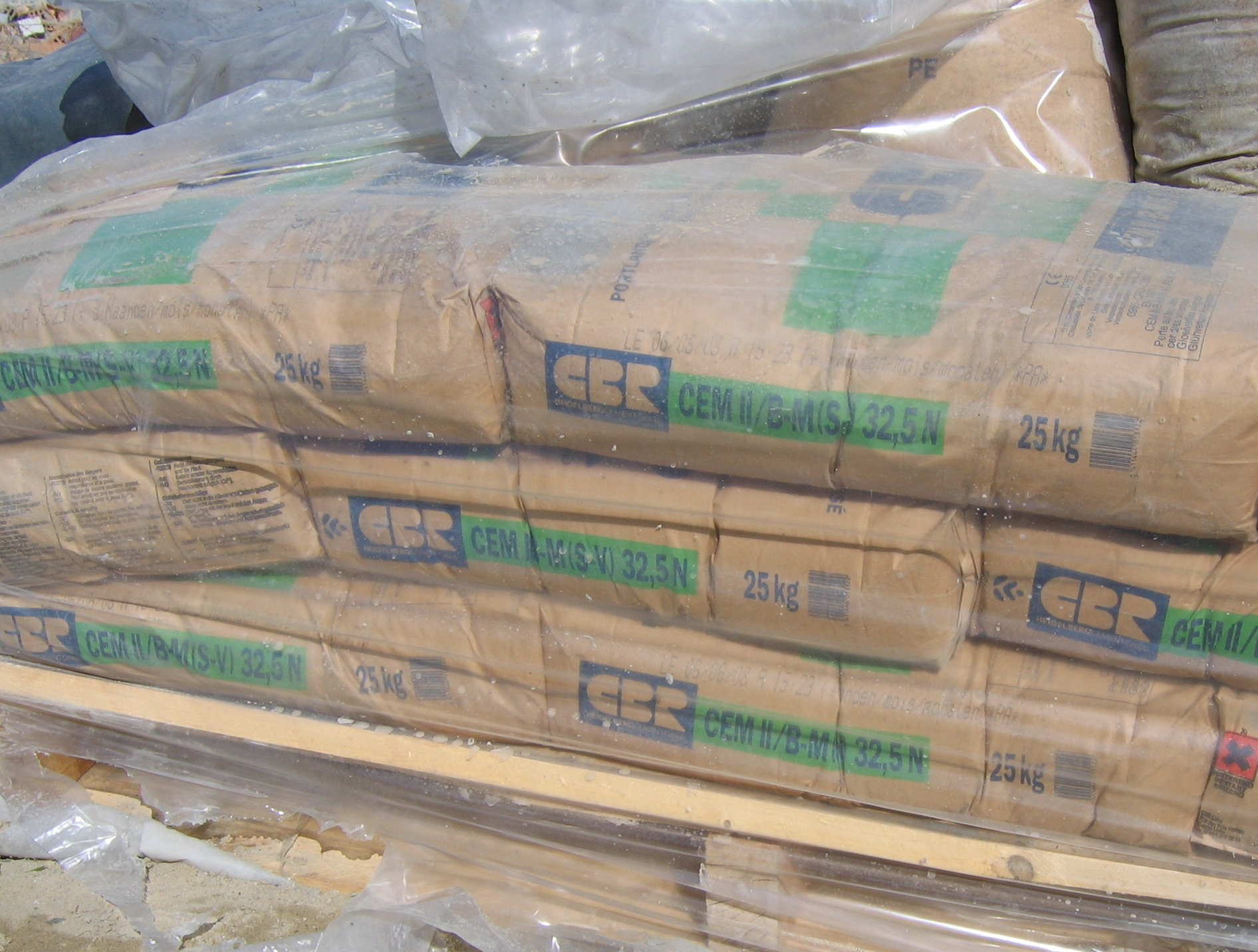
Bao van chứa xi măng